# Hendrik II van Istrië
Hendrik II van Istrië (circa 1175 - Windischgrätz, 18 juli 1228) was van 1204 tot 1228 markgraaf van Istrië en hertog van Stein. Hij behoorde tot het huis Andechs.

## Levensloop
Hij was de tweede zoon van hertog Berthold IV van Meranië en Agnes van Rochlitz, dochter van markgraaf Dedo III van Lausitz. 
Na de dood van zijn vader in 1204 werd Hendrik II markgraaf van Istrië-Krain en nam hij de bezittingen van zijn vader ten zuiden van de Donau over. Istrië was een schiereiland dat gedomineerd werd door de republiek Venetië, wat het leven er hard maakte. De politiek van hun doge Enrico Dandolo had ervoor gezorgd dat Venetië er een zeer machtige invloed had gekregen. Toen de politieke invloed en de handel van de republiek toenam, raakte Istrië verzwakt.
In 1207 huwde hij met Sophie, dochter en erfgename van graaf Albrecht van Weichselburg, wat voor een hoge welvaart zou zorgen voor het huis Andechs. Ook verhoogde hun macht in de Windische Mark.
In 1208 werd op het huwelijk van zijn oudere broer Otto I van Meranië en gravin Beatrix II van Bourgondië in Bamberg Rooms-Duits koning Filips van Zwaben vermoord. Hendrik II en zijn broer Ekbert, de bisschop van Bamberg die verantwoordelijk was voor de ceremonie, werden beschuldigd van betrokkenheid bij deze moord en moesten toezien hoe ze al hun rechten en bezittingen verloren. Om hun veiligheid te kunnen garanderen vluchtten ze in 1209 naar hun zus Gertrudis, die getrouwd was met koning Andreas II van Hongarije.
In 1211 werd Ekbert hersteld in zijn functies, maar Hendrik II kon alleen maar de Windische Mark herwinnen. Uiteindelijk sloot hij in mei 1228 een akkoord met hertog Lodewijk I van Beieren, die de meeste gebieden van Hendrik II had verworven. Hierdoor kon hij een deel van zijn bezittingen en rechten herstellen, maar enkele maanden later stierf hij onverwacht. Zijn bezittingen gingen over naar zijn broer Otto I en hij werd begraven in de abdij van Dießen.